# The Yes Men

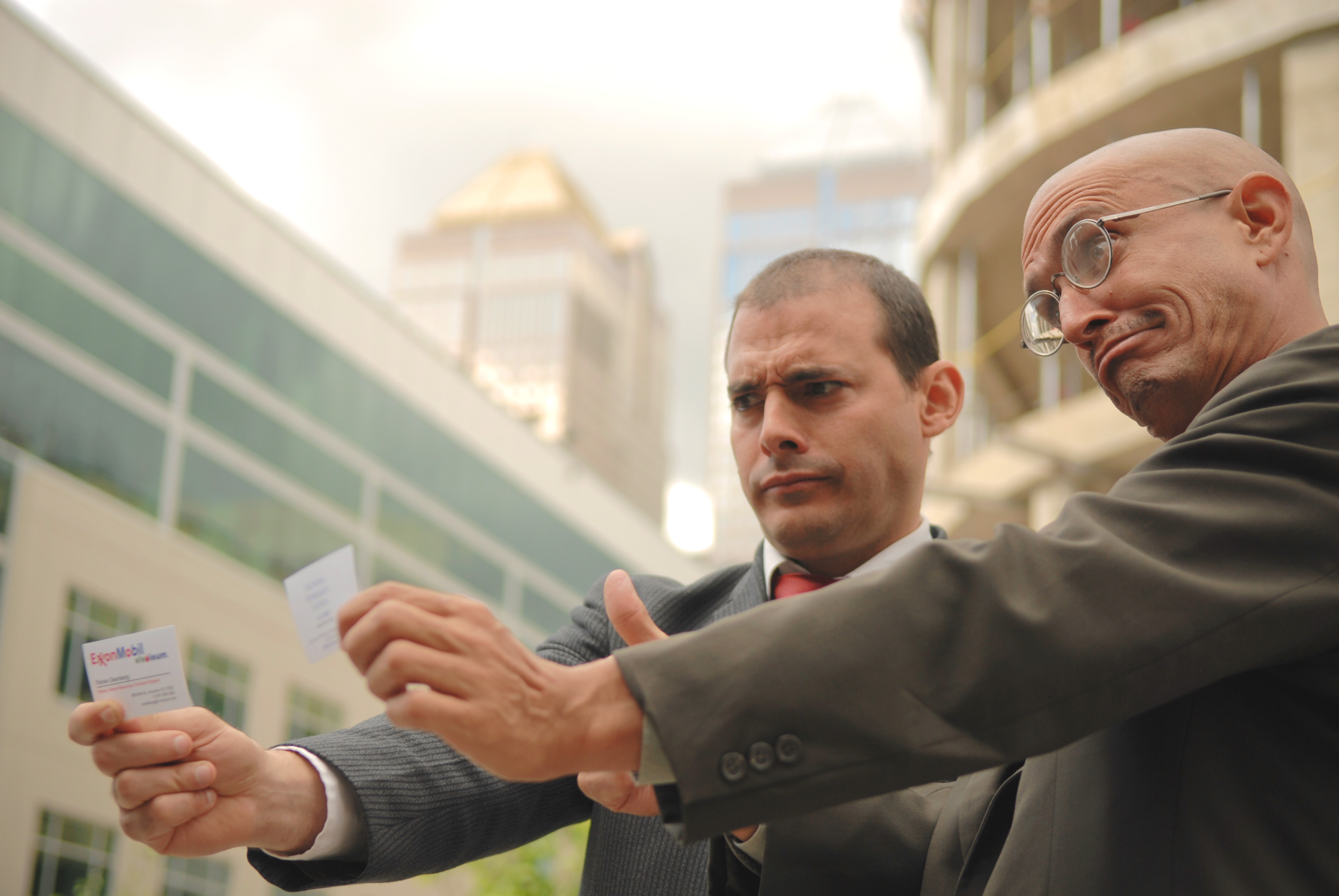
The Yes Men позируют с отсылкой на кадр из «Святых из Бундока»

The Yes Men («согласные на всё») — дуэт активистов глушения культуры Жака Сервина (Jacques Servin, также известен как Энди Бичлбаум — Andy Bichlbaum) и Игоря Вамоса (Igor Vamos, также известного как Майк Бонанно — Mike Bonanno), использующий приём «боевого медиа» (англ. Tactical media) для увеличения осведомлённости о том, что они считают социальными проблемами.

## Творческие акции
На данный момент они выпустили три фильма: «The Yes Men» (2003), «Согласные на всё меняют мир» (2009; премьера состоялась на Сандэнс, в 2009 году фильм получил приз зрительских симпатий на Берлинале) и «Восстание согласных на всё»,  и книгу The Yes Men: The True Story of the End of the World Trade Organization (ISBN 0-9729529-9-3). В фильмах они выдают себя за тех, кто им не нравится, используя метод «коррекции личности». «The Yes Men» считают своей миссией сообщение правды и разоблачение лжи; они поддерживают сайты, которые похожи на оригиналы сайтов корпораций и людей-обманщиков, и регулярно участвуют в различных интервью, шоу и конференциях. Разрабатывая реквизит, помогающий достижению их миссии, они сотрудничают и с другими организациями и активистами — Improv Everywhere, Стивом Ламбертом.
Первой их акцией было создание фальшивого сайта Всемирной торговой организации www.gatt.org, сделанного столь достоверно, что с ними начали контактировать о выступлении на конференции в Австралии. Подобный эффект они описывают как сотрудничество с журналистами для того, чтобы помочь медиа рассказать людям важные истории.

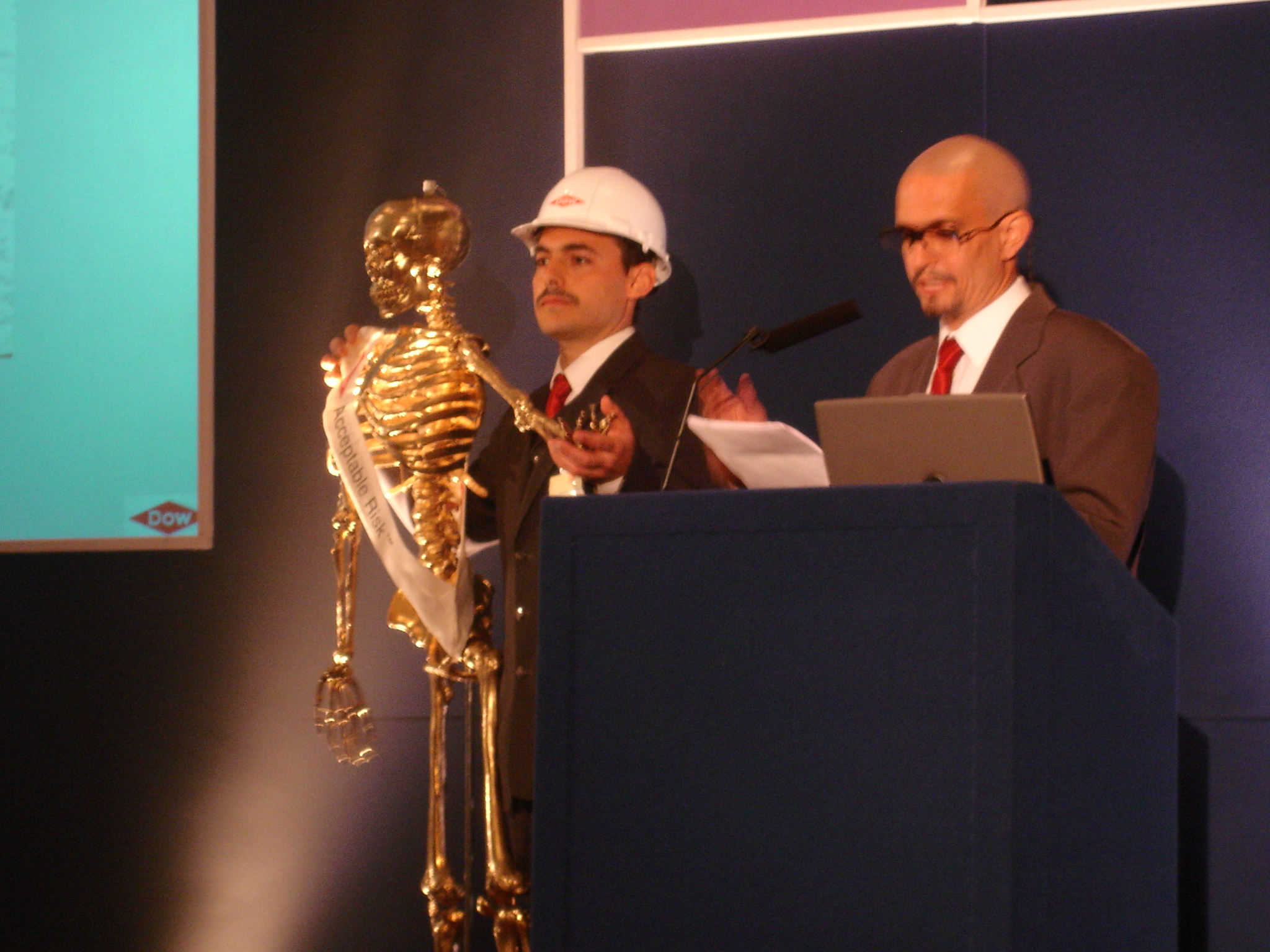
Гильда

Среди их акций — разработка «Калькулятора приемлемого риска Доу» (Dow Acceptable Risk Calculator), определяющего допустимое для достижения сверхприбылей количество человеческих жертв (у индекса есть маскот, золотой скелет по имени Гильда (Gilda)), выпуск поддельных номеров The New York Times и International Herald Tribune, в которые были включены материалы о суде над Джорджем Бушем-младшим, окончании войны в Ираке и введении государственной медицинской страховки в США. С 2009 года у них есть свой видеоканал на Babelgum. В 2009 году они открыли ложный сайт www.gwbush.com, подделку под предвыборный сайт; на одной из пресс-конференций Буш сказал, что сайт слишком далеко зашёл в своей критике. Группа собирала подписи в пользу глобального потепления, якобы работая в рамках одной из кампаний Буша, заявляя, что при глобальном потеплении пострадают преимущественно конкурирующие с США страны.
3 декабря 2004 года, в двадцатую годовщину Бхопальской катастрофы, Энди выступил на BBC World, представившись спикером компании Dow Chemical (владельцем Union Carbide, компании, виновной в катастрофе) Джудом Финистеррой (Jude Finisterra). До этого выступления на поддельном сайте Dow Chemical The Yes Men объявили, что компания совершенно не собирается возмещать убытки вообще, но от этого не было значительного эффекта, за исключением того, что и на истинном сайте, и на поддельном было опубликовано опровержение. Тогда Энди от лица компании объявил, что Dow Chemical собирается продать Union Carbide, а вырученные 12 миллиардов потратить на устранение последствий аварий, медицинскую помощь и исследование возможного вреда от других продуктов компании. Dow Chemical спустя два часа выпустила опровержение, но итогом истории было суммарное падение акций компании на 2 миллиарда долларов.
В 2007 году Энди и Майк проникли на крупнейшую конференцию нефтяников в Калгари и, выдавая себя за исследователей ExxonMobil, представили якобы революционный источник энергии — свечи, которые сделаны из людей, погибших в экологических бедствиях.
Группа является лауреатом «Премии Леоноры Анненберг в области искусства и общественных перемен» (The Leonore Annenberg Prize for Art and Social Change).